# تيني روستاد ألبيرتسين
تيني روستاد ألبيرتسين (بالنرويجية: Tine Rustad Albertsen‏) مواليد 12 فبراير 1980 في النرويج، هي لاعبة كرة يد نرويجية. مثلت منتخب النرويج لكرة اليد للسيدات. حققت المركز الأول في بطولة أوروبا لكرة اليد للسيدات 2008.

## الميداليات
| الميدالية | المسابقة                            |
| --------- | ----------------------------------- |
| ذهبية     | بطولة أوروبا لكرة اليد للسيدات 2008 |

## روابط خارجية
- تيني روستاد ألبيرتسين على موقع الاتحاد الأوروبي لكرة اليد (الإنجليزية)
- تيني روستاد ألبيرتسين على موقع الاتحاد النرويجي لكرة اليد (النرويجية)